# Santa Colomba de las Monjas
Santa Colomba de las Monjas – gmina w Hiszpanii, w prowincji Zamora, w Kastylii i León, o powierzchni 6,79 km². W 2011 roku gmina liczyła 292 mieszkańców.